# كريكوود (إلينوي)
كريكوود (بالإنجليزية: Kirkwood)‏ هي منطقة سكنية تقع في الولايات المتحدة في إلينوي. يقدر عدد سكانها بـ 794 نسمة .